# Aulus Vitel·li (cònsol)
Aulus Vitel·li (llatí: Aulus Vitellius) va ser un magistrat romà del segle i. Formava part de la gens Vitèl·lia i era fill de Publi Vitel·li el Vell.
Va ser nomenat cònsol sufecte l'any 32, juntament amb Gneu Domici Ahenobarb, pare del futur emperador Neró. Va morir en l'exercici del càrrec. Va destacar per l'esplendor amb el que celebrava les seves festes (famosus cenarum magnificentia).